# Alexis Lagan
Alexis Lagan (Henderson, 25 de enero de 1993) es una deportista estadounidense que compite en tiro, en la modalidad de pistola. En los Juegos Panamericanos de 2023 obtuvo dos medallas, plata en pistola 10 m y bronce en pistola 25 m.

## Palmarés internacional
| Juegos Panamericanos | Juegos Panamericanos | Juegos Panamericanos | Juegos Panamericanos |
| Año                  | Lugar                | Medalla              | Prueba               |
| -------------------- | -------------------- | -------------------- | -------------------- |
| 2023                 | Santiago (Chile)     | Medalla de plata     | Pistola 10 m         |
| 2023                 | Santiago (Chile)     | Medalla de bronce    | Pistola 25 m         |